# Curt von Maercken zu Geerath
Curt von Maerken zu Geerath, auch Kurt von Maercken (* 25. Juni 1887 in Koblenz; † 19. April 1945 in Hannover), war ein deutscher Jurist und Verwaltungsbeamter.

## Leben
Carl Curt Freiherr von Maercken zu Geerath entstammte dem böhmischen Adelsgeschlecht Maercken zu Geerath und war ein Sohn des Generalmajors Leo Freiherr von Maercken zu Geerath (1849–1923) und der Mathilde Ferdinande Henriette, geborene Edle von Poschinger (1859–1940). 1914 heiratete er in Berlin die Münchnerin Martha 'Anna Maria' Henriette Elisabeth Edle von Poschinger (1891–1980), eine Tochter des Fabrikbesitzers Egon Ritter von Poschinger und seiner verstorbenen Ehefrau Anna, geborene Schmidt. Der Ehe entstammten die Söhne Jürgen von Maercken zu Geerath (1915–1945) und Curt von Maercken zu Geerath (1918–1942) sowie die Tochter Dagmar (* 1919).
Curt von Maercken wurde mit dem 27. Januar 1912 zum Leutnant der Reserve des 1. Garde-Dragoner-Regiments „Königin Victoria von Großbritannien und Irland“ und mit dem 6. Mai 1917 zum Oberleutnant der Reserve mit dem Charakter als Rittmeister ernannt. Nach einem Jurastudium absolvierte er 1914 das juristische Referendariat in Köln. 1920 promovierte er an der Universität Erlangen mit einer Dissertation zum Verwaltungsrecht. Zunächst leitender Bankangestellter und Prokurist war er bis 1936 stellvertretender Treuhänder der Arbeit für Bayern und die Rheinprovinz, dann Treuhänder – ab 1. Januar 1937 Reichstreuhänder – der Arbeit für das Wirtschaftsgebiet Niedersachsen mit Sitz in Hannover. Mit dem 21. September 1939 wurde er Mitglied des Verteidigungsausschusses für den Wehrkreis IX, ab dem 18. April 1941 zugleich Sondertreuhänder der Arbeit zur Regelung der Arbeitsbedingungen der gewerblichen Gefolgschaftsmitglieder in der Torfindustrie im Deutschen Reich. 1941 erhielt er das Kriegsverdienstkreuz 2. Klasse für seine Verdienste bei der rechtzeitigen Fertigstellung des Westwalls an der nordwestlichen Grenze. Ab 1. Januar 1943 leitete er das Landesarbeitsamt Niedersachsen in Hannover. Mit dem 20. April 1944 wurde er zum SA-Obersturmbannführer der SA-Gruppe Niedersachsen ernannt.

## Schriften
- Der Testamentsvollstrecker mit selbständigem Verwaltungsrecht (§ 2209 BGB.). Juristische Dissertation an der Universität Erlangen. Erlangen 1920.